# Desmopressine
Desmopressine, onder meer verkocht als DDAVP, is een middel dat wordt gebruikt voor de behandeling van diabetes insipidus, bedplassen, hemofilie A, de ziekte van von Willebrand en een hoog ureumgehalte in het bloed. Bij hemofilie A en de ziekte van von Willebrand mag het alleen worden gebruikt bij milde tot matige gevallen. Toediening kan via de neus, via injectie in een ader, via de mond of onder de tong worden toegediend.
Vaak voorkomende bijwerkingen van Desmopressine zijn hoofdpijn, diarree en hyponatriemie. Het lage natriumgehalte in het bloed dat hieruit voortvloeit, kan epileptische aanvallen veroorzaken. Desmopressine mag niet worden gebruikt bij mensen met ernstige nierproblemen of een laag natriumgehalte. Het middel ijkt veilig te zijn om bij gebruik tijdens de zwangerschap. Desmopressine is een synthetisch analoog van vasopressine, het hormoon dat een rol speelt bij de controle van de osmotische balans van het lichaam, de regulering van de bloeddruk, de nierfunctie en de urineproductie.
Desmopressine werd in 1978 in de Verenigde Staten goedgekeurd voor medisch gebruik. Het staat op de lijst van essentiële geneesmiddelen van de Wereldgezondheidsorganisatie  en is verkrijgbaar als generiek medicijn.

## Bedplassen
Desmopressine wordt gebruikt voor de behandeling van bedplassen (enuresis nocturna). Het wordt meestal voorgeschreven in de vorm van desmopressine-acetaat in pil-vorm. Kinderen die DDAVP gebruiken, hebben 2,2 keer minder natte nachten per week en hebben 4,5 keer meer kans om ongestoord te slapen vergeleken met kinderen die een placebo krijgen.

## Nachtelijk plassen
In 2017 stelde de FDA dat desmopressine enig voordeel heeft voor volwassenen die problemen hebben met nycturie (de behoefte om 's nachts wakker te worden om te plassen).

## Bloedingsstoornissen
Desmopressine (DDAVP) is gewoonlijk de eerstelijnsbehandeling voor milde tot matige von Willebrand-ziekte type 1. Het wordt niet aanbevolen bij ernstige vormen of in geval van abnormale factor VIII. Het nut bij type 2A, 2M of 2N van de ziekte van von Willebrand is wisselend; over het algemeen daarom niet aanbevolen bij von Willebrand-ziekte type 2B en type 3.
Desmopressine wordt alleen aanbevolen bij milde hemofilie A. Het kan zowel worden gebruikt bij bloedingen als gevolg van trauma als om bloedingen als gevolg van een operatie te voorkomen. Het is niet effectief bij de behandeling van hemofilie B (factor IX-deficiëntie) of ernstige hemofilie A. Het middel kan ook worden gebruikt bij door uremie veroorzaakte bloedingen.

## Diabetes insipidus
Desmopressine wordt gebruikt bij de behandeling van centrale diabetes insipidus (DI) als vervanging voor endogeen antidiuretisch hormoon (ADH) waarvan de hoeveelheid onvoldoende is als gevolg van een verminderde of ontbrekende secretie of productie van ADH door respectievelijk de achterste hypofyse of de hypothalamus. Het wordt ook gebruikt bij diagnostisch onderzoek naar diabetes insipidus, om onderscheid te maken tussen centrale en niergerelateerde DI. Desmopressine is niet effectief bij de behandeling van nefrogene DI. Een positieve reactie is daarom doorgaans een indicatie voor centrale DI.

### Bijwerkingen
- hoofdpijn
- blozen
- misselijkheid
- hyponatriëmie[7]
- aanvallen

De FDA waarschuwde voor de neussprays nadat twee mensen overleden en negenenvijftig anderen epileptische aanvallen kregen. Dit gebeurde als gevolg van hyponatriëmie, een tekort aan natrium in het lichaam, en de neusspray is in de Verenigde Staten niet langer goedgekeurd voor gebruik bij kinderen. De FDA heeft echter aangegeven dat desmopressinetabletten nog steeds als veilig kunnen worden beschouwd voor de behandeling van bedplassen bij kinderen, zolang de persoon verder gezond is.
Patiënten moeten stoppen met het innemen van desmopressine als ze last krijgen van ernstig braken en diarree, koorts, griep of een ernstige verkoudheid. Patiënten moeten ook voorzichtig zijn met het innemen van desmopressine bij warm weer of na zware inspanning, omdat deze omstandigheden de elektrolyten- en vochtbalans van het lichaam kunnen verstoren.
Het lichaam moet een evenwicht tussen water en natrium handhaven. Als het natriumgehalte te laag wordt (hyponatriëmie) – hetzij als gevolg van verhoogde wateropname of een verlaagd zoutgehalte – kan iemand epileptische aanvallen krijgen en in extreme gevallen zelfs overlijden.

### Werkingsmechanisme
Desmopressine werkt door de hoeveelheid water die via de urine wordt uitgescheiden te beperken; het is dus een antidiureticum. Het werkt op het niveau van het nefron door zich te binden aan V2-receptoren, die signalen afgeven voor de translocatie van aquaporinekanalen via cytosolaire blaasjes naar het apicale membraan van de nefron. De aanwezigheid van deze aquaporinekanalen in het distale nefron veroorzaakt een toenemende waterresorptie uit de urine, die passief wordt herverdeeld van het nefron naar de systemische circulatie via basolaterale membraankanalen. Desmopressine stimuleert ook de afgifte van vonwillebrandfactor uit endotheelcellen door in te werken op de V2-receptor. Het verhoogt ook de endogene niveaus van factor VIII, waardoor het nuttig is bij de behandeling van hemofilie A.
Desmopressine wordt langzamer afgebroken dan vasopressine en hoeft minder vaak te worden toegediend. Bovendien heeft het weinig effect op de bloeddruk, terwijl vasopressine arteriële hypertensie kan veroorzaken. Vasopressine stimuleert de afgifte van ACTH, wat indirect de gevoeligheid van de alfa-1-receptor in de gladde spieren van de bloedvaten verhoogt, waardoor de vaattonus en de bloeddruk toenemen. Uit diverse onderzoeken is gebleken dat desmopressine de ACTH-afgifte niet stimuleert (behalve bij de ziekte van Cushing) en daarom de bloeddruk niet rechtstreeks verhoogt. Uit één onderzoek is echter gebleken dat het de ACTH-afgifte bij meer dan 50% van de gezonde proefpersonen stimuleert. Bovendien kan desmopressine de afgifte van ACTH en cortisol bij normale proefpersonen verbeteren na toediening van oCRH, maar niet bij patiënten met anorexia nervosa.

### Scheikunde
Desmopressine (1-deamino-8-D-arginine vasopressine) is een synthetische vorm van het normale menselijke hormoon arginine vasopressine (het antidiuretisch hormoon, of ADH), een peptide dat negen aminozuren bevat.
Vergeleken met vasopressine is het eerste aminozuur van desmopressine gedeamineerd en bevindt de arginine op de achtste positie zich in de dextro-vorm in plaats van de levo-vorm (zie stereochemie).